# 勇翔
勇翔（ゆうひ、1993年2月5日 - ）は、日本の俳優、タレント。長野県上高井郡高山村出身。「勇翔」は本名の名である。
2010年にBOYS AND MENの一員としてデビュー、グループでのメンバーカラーは白と紺。2024年3月31日付でグループ卒業及びフォーチュンエンターテイメント退所。2024年4月よりフリーに。

## 略歴
長野県生まれ。小学2年生のときに県内で転居をして、高校卒業までの間を高山村で過ごした。幼少の頃から仮面ライダーシリーズなどの特撮作品が好きで、ヒーローを演じたいと俳優を志すようになる。県内の高校に進学し、2年生のときからオーディションを受けはじめ、その年の夏に所属事務所（当時はタニプロモーション）のオーディションに合格した。事務所社長の谷口誠治は勇翔を「いい意味で純朴」と評して、そこを気に入って採用したと述べている。ここで高校を辞めることを考えたが、谷口から高校卒業を条件とされ、長野在住のままで芸能活動を始めた。「下の名前が珍しいから、その名前で呼んでほしい」という考えで、本名から姓を省いた「勇翔」を芸名とする。谷口は名古屋でBOYS AND MEN結成の基となったプロジェクト「NAGOYA DREAM PROJECT」を進めており、勇翔も同じタニプロモーション所属で東海地方外の出身である小林豊と同様にこれに合流することになる。
高校3年時の2010年10月、同じタニプロモーションの新人であった水野勝とともにBOYS AND MENに加入。BOYS AND MENに加入して1週間後にはじめて名古屋を訪れて、グループの旗揚げ公演『ストレートドライブ!』で舞台に初出演。高校在学中は主に長期休暇中に活動に参加した。2011年3月に高校を卒業。長野から名古屋に移り住み、小林豊と同様に東海地方在住のBOYS AND MENメンバーとなった。4月からバラエティ番組『サタメン!!!』にレギュラー出演する。加入後は公演の出演メンバーに定着できなかったが、公演が変わるごとにキャストに就くようになった。2012年2月、派生ユニット誠のメンバーとなる。この後、小林と水野、浜尾京介らとともにタニプロモーションからフォーチュンエンターテイメントへ転籍をしている。
2015年から舞台・CM・映画に単独で出演する機会を得る。2017年に『マジで航海してます。』で単独で連続ドラマにレギュラー出演。BOYS AND MENのメンバーとして名古屋を拠点としながら、長野放送の情報番組『土曜はこれダネッ!』レギュラー、長野を舞台とした映画『瞬間の流レ星』・『透子のセカイ』出演など、出身である長野に携わる単独での活動も行う。
2020年、学生時代からファンであった牙狼シリーズ『GARO -VERSUS ROAD-』にメインキャスト・天羽涼介役で出演。外部舞台『路地裏の優しい猫』で主演を務める。同年に上演予定であったが新型コロナウィルス感染症流行の影響により延期となっていた舞台『舞台『弱虫ペダル』SPARE BIKE篇〜Heroes〜』が2021年に上演され、福富寿一役でこれに出演した。
2024年1月15日、同年3月31日付で「BOYS AND MEN」の卒業と「株式会社フォーチュンエンターテイメント」の退所を発表。
卒業後はRiBLE ENTERTAINMENTと業務提携契約を行い、俳優としての活動を本格化させた。

## 人物
身長は178cm、血液型はA型。特技は水泳・陶芸、趣味はサイクリング・車（国内A級ライセンス取得）。漫画やアニメが好きで、「オタク」を自称している。憧れの人物としてミュージシャンで俳優のGACKT、俳優の山田孝之、尊敬する人物としてGACKTのほかに俳優の竹内力や哀川翔の名を挙げている。
BOYS AND MENでのキャッチフレーズは「世界の救世主」。「ゆうぴん」という愛称を持った。寡黙な性格で、それがグループ内でのキャラクターともなっているが、自身は「好きなことや得意なことでは饒舌になる」と述懐している。BOYS AND MENの他のメンバーやスタッフらからしばしば「独特の感性を持っている」と評されている。勇翔はグループの中で唯一メンバーカラーを2つ持っている。これはもともと誠で設定されたメンバーカラーは青であったが、2013年にBOYS AND MENのメンバー全員が学ラン衣装を身に着けることになった際に勇翔には白を用いた衣装が与えられ、青はのちに紺と言及されるようになって「白と紺」と名乗るようになった、という経緯がある。

## 出演

### テレビドラマ
- 明日の光をつかめ -2013 夏-（2013年7月、東海テレビ）[15]
- メ〜テレドラマ「卒業」（2014年3月、メ〜テレ）[15]
- 鉄子の育て方 第10話（2014年6月、メ〜テレ）
- なぜ東堂院聖也16歳は彼女が出来ないのか?（2014年10月 - 12月、メ〜テレ） - 原田 役
- マジで航海してます。（2017年7月 - 8月、毎日放送） - 鳴海新太 役
  - マジで航海してます。〜Second Season〜 第3話（2018年8月）
- ボイメン新世紀 祭戦士ワッショイダー（2018年4月 - 6月、CBCテレビほか） - 勇翔 役
- トクサツガガガ（2019年1月 - 3月、NHK総合） - オザーム 役
- ミナミの帝王ZERO（2019年4月 - 6月、関西テレビ） - ペラペラ 役
- GARO -VERSUS ROAD-（2020年4月 - 6月、TOKYO MXほか） - 天羽涼介 役[42]
- おいしい給食 Season2（2021年10月 - 12月、テレビ神奈川ほか） - 真野浩太 役[43]

### バラエティ、情報番組
- サタメン!!!（2011年4月 - 2012年3月、中京テレビ） - 「春ボーイズ」メンバー
- 土曜はこれダネッ!（2018年4月 - 2022年6月、長野放送）[20]
- モーターゾーンTV（2022年3月- 、岐阜テレビ、群馬テレビ、奈良テレビ、テレビ和歌山、テレビ埼玉、千葉テレビ、とちぎテレビ、三重テレビ、びわ湖放送）
- 逆転人生　VTR出演（2020年9月28日）- メイガス役[44]
- ワールド極限ミステリー　VTR出演「スマホを落としただけなのに…」（2020年9月30日）[45]

### 映画
- A.F.O 〜All for one〜（2014年）[15]
- サムライ・ロック（2015年） - 滝川一翔 役
- 復讐したい（2016年） - 前田達也 役
- BOYS AND MEN 〜One For All, All For One〜（2016年） - 勇翔 役[16]
- ヴァンパイア ナイト（2017年） - 桜井裕吾 役[46]
- パンとバスと2度目のハツコイ（2018年） - 柏木芯 役
- 棘の中にある奇跡 〜笠間の栗の木下家〜（2018年） - 三島大樹 役
- 瞬間の流レ星（2018年） - 菊池時雄 役
- キスできる餃子（2018年） - たくや 役
- 鈍色のキヲク（2019年） - 遠野隆之 役[47]
- 透子のセカイ（2020年）
- ペルセポネーの泪（2021年） - 槇 役
- 劇場版 おいしい給食 卒業（2022年） - 真野浩太 役
- 虎の流儀 ～旅の始まりは尾張 東海死闘編～（2022年） - 藤山圭 役
- SOMEDAYS（2023年） - 主演・松平勇人 役
- Starting Over（2023年） - 主演・太田茂樹 役[48]
- 見え見え（2025年末公開予定）‐ 玉藻 役[49]

### 配信ドラマ
- 学園のクローバー（2013年）[15]
- キスのカタチ「指先」（2016年） - 眞一 役[50]
- 大人の初恋、はじめます（2019年） - 日高綾斗 役[51]
- スマホラー「覗く」(2021年3月31日配信、配信プラットフォーム『smash.』内)
- OUR STORIES～120秒の物語～（2022年）
  - 第9話【仲間】（2022年7月7日）
- 既婚者サークル 妻と夫の別の顔（2024年11月1日配信開始、配信プラットフォーム『mov』内）

### 舞台
- ストレートドライブ!（2011年・2012年） - 大場 役[52]ほか
- ホワイト☆タイツ（2011年 - 2012年） - 赤石晃司 役[53]ほか
- ホワイト☆タイツII（2012年 - 2013年） - 平良優斗 / ライカ 役[54]
- RETURNER（2013年 - 2014年） - 岡田以蔵 役ほか[55]
- 夢幻不条理劇「蜘の糸」（2015年10月10日・名古屋市能楽堂）[17]
- なごや万華鏡落語（2016年10月8日・名古屋能楽堂／2017年10月7日・名古屋能楽堂）[56][57]
- ボイメンステージ 諦めが悪い男たち〜NEVER SAY NEVER〜（2020年・サンシャイン劇場） - 緑川辰哉 役[58][59]
- 路地裏の優しい猫（2020年） - 主演・エイジ 役
- 舞台『弱虫ペダル』SPARE BIKE篇〜Heroes〜（2021年3月19日-21日・サンケイホールブリーゼ／2021年3月26日-28日・日本青年館ホール） - 福富寿一 役
- 30 DELUX × KoRocK 『 スペースウォーズ 2023 feat. BOYS AND MEN』（2023年1月11日-15日・新国立劇場 小劇場）[60]
- 舞台「第0章 雷鼓〜戦国の約束〜」（2024年6月13日-16日・北文化小劇場）-左京・右京 役(二役)[61]
- “STRAYDOG”Produce 『幸せになるために』（2024年7月11日-15日・新宿村LIVE／2024年8月24日-25日・in→dependent theatre）[62] - 中本 九 役
- 朝ゲキ朗読劇『でかける時はいつも』『コインランドリーカタルシス』（2024年10月26日・ELEVEN BASE）
- 蒲田行進曲（2024年12月11日-15日・シアターグリーン BOX in BOX THEATER）- 銀ちゃん 役
- 劇団安達電気商会第３回公演『メゾン・ド・二ギータ』（2025年1月15日-19日・千本桜ホール）- 真紫準 役
- 安達健太郎×KHP企画劇団安達商会名古屋公演『何でこんなことになるかね』（2025年1月29日-2月2日・inナンジャーレ）- JUN 役
- 『ベルベットムーンカフェ vol.2』（2025年2月7日-10日・BISTRO NOCHE） - 蘭直樹 役
- 朝ゲキ朗読劇『でかける時はいつも』『夏砂に描いた』『記憶観覧車』（2025年2月23日-24日・ELEVEN BASE）
- 朝ゲキ朗読劇『でかける時はいつも』『コインランドリーカタルシス』『夏砂に描いた』『記憶観覧車』（2025年3月29日-30日・ELEVEN BASE）
- 二人芝居『ふたりよがり』（2025年4月23日-27日・千本桜ホール）
- 朗読実験室『詠む人たちと聴く人たち』5月公演（2025月5月3日-6日・BISTRO NOCHE）
- 舞台「第0章 雷鼓〜戦国の約束〜」再演（2025年6月12日-15日・北文化小劇場） - 左京・右京 役(二役)
- 夕凪の街　桜の国（2025年7月17日-21日・シアターグリーン BOX in BOX THEATER/2025年8月2日-3日・広島県民文化センターホール）- 打越 豊 役
- “STRAYDOG”Produce『幸せになるために』（2025年10月9日-13日予定・赤坂RED／THEATER）

### CM
- 名古屋鉄道『明治探偵GAME』（2016年 - 2018年）
- 株式会社天塩「赤穂の天塩」（2017年）[63]

### その他
- D☆DATE「DAY BY DAY」 ミュージック・ビデオ（2011年）
- 博物館明治村『明治探偵GAME』メインキャラクター（2016年[18] - 2018年） - 明治小五郎 役
- JTP「ジャパン峠プロジェクト」公認アンバサダー（2021年 - ）

## 作品

### 電子書籍
- CanCam デジタルフォトブック 『勇翔 COLOR-07 “WHITE/NAVY”』（2018年、小学館）[64]
- 勇翔デジタル版 BOYS AND MEN THANKS! AT DOME LIVE（2019年、講談社）[65]